# 소피 B. 호킨스
소피 발렌타인 호킨스(Sophie Ballantine Hawkins, 1964년 11월 1일~)는 미국의 가수이자 싱어송라이터, 뮤지션, 화가이다. 그녀의 가장 높은 순위에 오른 싱글 앨범들은 "Damn I Wish I Was Your Lover", "Right Beside You", "As I Lay Me Down"이다.